# Gerek Meinhardt
Gerek Lin Meinhardt (San Francisco, 27 luglio 1990) è uno schermidore statunitense, specializzato nel fioretto.

## Palmarès
In carriera ha conseguito i seguenti risultati:
- Giochi olimpici

Rio de Janeiro 2016: bronzo nel fioretto a squadre.
- Mondiali

Parigi 2010: bronzo nel fioretto individuale.
Budapest 2013: argento nel fioretto a squadre.
Mosca 2015: bronzo nel fioretto individuale.
Lipsia 2017: argento nel fioretto a squadre.
Wuxi 2018: argento nel fioretto a squadre.
Budapest 2019: oro nel fioretto a squadre.
Il Cairo 2022: argento nel fioretto a squadre.
Tbilisi 2025: argento nel fioretto a squadre.
- Giochi panamericani

Rio de Janeiro 2007: oro nel fioretto individuale.
Guadalajara 2011: oro nel fioretto a squadre e nella spada a squadre.
Toronto 2015: oro nel fioretto a squadre e nella spada a squadre, argento nel fioretto individuale